# 박윤정 (가수)
박윤정(1981년 11월 2일 ~ )은 대한민국의 가수이다.

## 출연 작품

### 방송
- 2007년 MNet 《I AM A MODEL 3》
- 2008년 MTV 《튠즈》
- 2008년 KBS 청소년드라마《정글피쉬》
- 2007년 SBS 대하사극《왕과 나》

## 뮤직비디오
- 2003년 JTL - Without Your Love
- 2004년 DJ DOC - One Night
- 2005년 슬로우잼 - Feel Good
- 2009년 다이나믹 듀오 - Solo
- 2011년 마이티 마우스 - 랄랄라

## TV CF
- 비달사순(홍콩), 공익광고, 파로마, 에뛰드

## 경력 사항
- 2009년 9월 글로벌 개더링 코리아 오프닝 DJ
- 2009년 9월 09 FW Gucci Collection After Party DJ

## 지면 광고
- Nix, Nike, 현대카드, 모토로라